# مارا سانتانگلو
 مارا سانتانگلو (ایتالیایی: Mara Santangelo؛ زادهٔ ۲۸ ژوئن ۱۹۸۱) یک تنیس‌باز اهل ایتالیا است.